# Hôtel de Félix
L'hôtel de Félix, initialement hôtel de Puget de Chastueil (ou de Chasteuil) est un bâtiment à Avignon, dans le département de Vaucluse.

## Histoire
Le 22 août 1695, Joseph-Louis de Puget, marquis de Chastueil, seigneur de Maillane, a chargé les maçons Antoine Aubert, Philibert et Jacques Mangarel frères, de construire l'escalier de son hôtel rue de la Bonneterie, conformément aux plans que Péru en a dressé. Le 8 décembre 1699, le maçon Joseph Mottard, dit la Pensée, doit construire une galerie et un pavillon d'après les mêmes plans dans la partie de l'hôtel qui était reconstruite. Bien qu'aucun texte ne permet de l'affirmer, il est probable que la façade est du même architecte.
Les installations commerciales du rez-de-chaussée ont fait disparaître les dispositions monumentales du rez-de-chaussée. La largeur du vestibule permettait aux carrosses d'atteindre la base de l'escalier monumental qui possédait une des plus belles rampes en fer forgé d'Avignon. La construction de l'immeuble au no 50 de la rue de la Bonneterie à l'emplacement du jardin de l'hôtel en a changé l'apparence.
On peut voir au-dessus de la fenêtre centrale du 1er étage le blason de la famille Puget entre deux chiens dont la sculpture n'a pas été terminée.

## Protection
La façade du premier et second étage de l'hôtel ainsi que la toiture sont inscrites au titre des monuments historiques le 11 juillet 1929.